# Calymmaria tubera
Calymmaria tubera là một loài nhện trong họ Hahniidae.
Loài này thuộc chi Calymmaria. Calymmaria tubera được miêu tả năm 2004 bởi Heiss & Draney.